# Bank Sepah

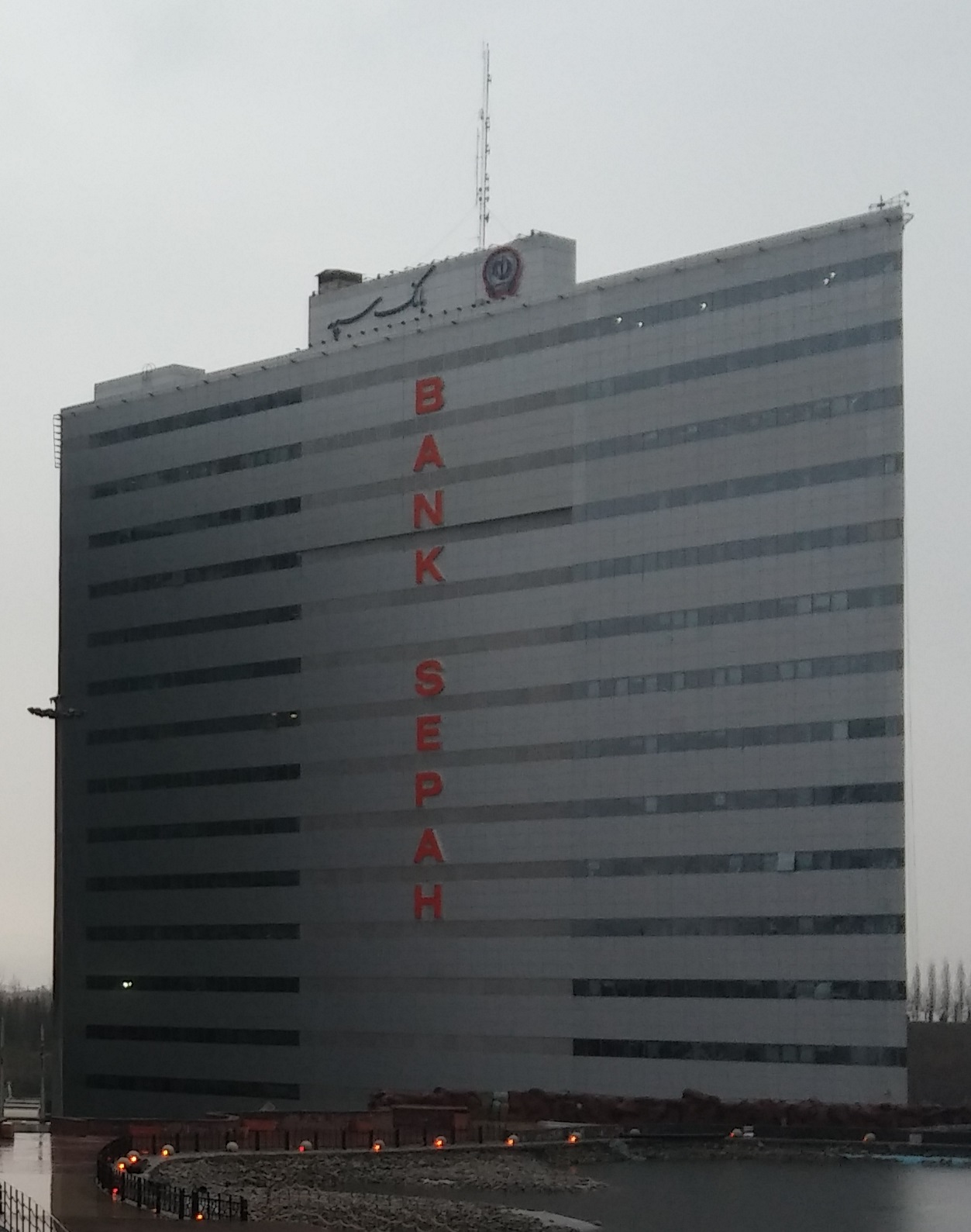
Bank Sepah.

Bank Sepah (en persan : ﺑﻨﻚ سپه ﺍﻳﺮﺍﻥ) est la première banque iranienne fonctionnant sur un modèle occidental. Elle a été fondée en 1925 et sa première agence a été ouverte à Rasht le 15 mars 1925. La banque possède aussi des agences à Francfort, Paris et Rome ainsi qu'une filiale opérant au Royaume-Uni, la Bank Sepah International plc. Depuis sa création, c'est la banque officielle des forces armées iraniennes.

## Histoire
La Banque Sepah a été officiellement fondée le 4 mai 1925, avec sa première succursale dans la rue Sepah à Téhéran.
Elle a démarré avec un apport de 3 883 950 de rials iraniens, issus du fonds de pension du personnel militaire, destiné à fournir — exclusivement au personnel militaire — des prêts et autres types d'aides financières. Contraint par l'augmentation supplémentaire de son offre de services, le siège de la banque a été transféré dans un bâtiment plus vaste (dans la rue Homayoun). 
À partir du 15 mars 1926, avec l'ouverture d'une autre succursale à Rasht, la Banque Sepah a commencé à fournir des services non seulement au personnel militaire mais aussi à un public plus large, d'hommes d'affaires notamment ; la Sepah a alors évolué vers une banque de détail),.
Récemment, la Bank Sepah a fusionné avec quatre autres banques iraniennes (et une institution de crédit) : Ansar Bank, Mehr Eqtesad Bank, Hekmat Iranian Bank, Ghavamin Bank et la Kosar Credit Institution.

## Sanctions des États-Unis et de l'ONU
La Banque Sepah est concernée par les sanctions contre l'Iran mises en place par les États-Unis le 9 janvier 2007, en raison du programme d'armement nucléaire de l'Iran. Les États-Unis ont affirmé que la banque aidait l'Iran à développer des missiles capables de transporter des armes nucléaires ; toutes ses succursales et filiales en Italie, au Royaume-Uni, en France et en Allemagne verront leurs actifs gelés par les États-Unis, afin d'empêcher l'Iran de construire des armes nucléaires Le site officiel de la Banque Sepah en Iran a réagi en mentionnant que la résolution américaine était basée sur des « déclarations fabriquées basées sur des prétextes purement hypothétiques, faites pour des inductions politiques » et a promis que la banque « continuerait avec sa performance efficace avec une observance due des réglementations internes et internationales comme avant. »
La banque a ensuite été sanctionnée par le département du Trésor des États-Unis, en 2018, pour avoir soutenu financièrement le ministère iranien de la Défense et la logistique des forces armées iraniennes.
Sur la même base, des sanctions supplémentaires ont également été imposées par les Nations unies via la résolution 1747 du 29 mars 2007, coïncidant avec l'arrestation par le gouvernement iranien de certains membres de l'armée britannique dans le golfe Persique. Début 2016, à la suite des pourparlers du P5+1 avec l'Iran sur le programme nucléaire de l'Iran, et le Plan d'action global commun qui en a résulté, les sanctions contre la Banque Sepah ont été levées[réf. souhaitée].

## Cyberattaques
Dans le contexte tendu du Moyen-Orient, en juin 2025, un groupe de hackers (baptisé Gonjeshke Darande en farsi ou Moineaux prédateurs, réputé proche du gouvernement israélien) a bloqué les opérations en ligne ainsi que les distributeurs de billets de la Sepah; durant une journée, affirmant avoir détruit « toutes les données » de la banque, en raison de ses liens avec les gardiens de la révolution et l'armée iranienne.